# Мија Халифа
Мија Халифа (арап. ميا خليفة; енгл. Mia Khalifa; 10. фебруар 1993), позната и као Мија Калиста, америчко-либанска је медијска личност и бивша порнографска глумица.

## Детињство
Мија Халифа је рођена 1993. године у Бејруту, главном граду Либана. Она јесте рођена у породици која припада католичке вероисповести. Као тинејџерка преселила се у САД са својом породицом у Монтгомери, држава Мериленд због рата у Јужном Либану. Касније је уписала историју на Универзитету Тексас у Ел Пасу.

## Каријера
Дебитовала је као глумица у индустрији порнографије у октобру 2014. године. Дана 28. децембра исте године, на сајту Pornhub покренуто је гласање о томе ко би могао да буде достојна наследница америчке порно глумице Лисе Ен. Освојила је убедљиво највише гласова и за кратко време стекла велику популарност код љубитеља порно-филмова у свету. С друге стране, била је критикована у медијима на Блиском истоку и Либану, због посла којим се бави.

## Изабрана филмографија
1. Big Tit Brunette Loves Hard Cock (2014)
2. Her First Porno She Made (2014)
3. Mia Khalifa Is Cumming For Dinner (2014)
4. Put It Between My Tits (2014)
5. Temporary Dates 2 (2015)
6. Mia Khalifa and two black monsters (2015)